# Gabela
Gabela (v srbské cyrilici Габела) je vesnice na jihu Bosny a Hercegoviny, administrativně spadající pod město Čapljina ve Federaci Bosny a Hercegoviny. V roce 2013 zde žilo 2 315 obyvatel.
Na místě současné obce se v dobách středověku nacházela vesnice s názvem Drijeva. První písemná zmínka o obci se nachází v dohodě mezi velkým županem Nemanjou a Dubrovnickou republikou v roce 1186. V roce 1529 byla obec, stejně s celým dolním tokem řeky Neretvy, obsazena vojsky Osmanské říše. Turci nechali na pravém břehu Neretvy v blízkosti současné obce zbudovat opevnění, které mělo podobu malé pevnosti s obdélníkovým půdorysem a čtyřmi věžemi v jeho rozcích. Sídlo rovněž přejmenovali na Sedislam, neboli Hráz islámu. Mělo představovat hráz především proti útokům z jaderského pobřeží. Turecký cestopisec Evlija Čelebi popsal Gabelu jako velmi malé město, které je opevněno a uvnitř hradeb má zhruba dvacítku domů.
V letech 1693 až 1715 byla pod nadvládou Benátské republiky, poté se vrátila turecká nadvláda, nová hranice s Benátčany se nacházela jižněji a dnes je tato hranice oddělující Bosnu a Hercegovinu od Chorvatska. V posledních desetiletích turecké nadvlády zde byl zřízen přístav. Turci, kteří se obávali ztráty města, nechali fortifikační prvky Gabely vyhodit do povětří. Později ji opět obsadili a stala se součástí Bosny a Hercegoviny.
Na přelomu 19. a 20. století se obec dostala do povědomí obyvatelstva především díky výstavbě železniční trati Gabela–Zelenika, která byla v provozu až do roku 1976. Po zrušení byla na území Gabely trať přebudována na silnici a dochoval se i původní železniční most.
Mezi významné objekty v obci patří pozůstatky středověké pevnosti Drijeva a kostel sv. Štěpána, který vznikl na vrcholu nedalekého kopce.